# Parque nacional Khojir
El Parque Nacional Khojir (en persa: پارک ملی خجیر‎) es el área protegida más antigua de Irán, ubicada en la ladera sur de las montañas Alborz al este de Teherán en la provincia de Teherán. Fue establecido como reserva de vida silvestre en 1979 y promovido a parque nacional en 1982. Cubre 99.71 km²         en la cuenca del río Jajrood y varía en altitud de 1 200 m  hasta 2 200 m

## Historia
El área había sido una reserva real de caza desde 1754 y se incluyó en el Área Protegida Jajrood en 1979.

## Flora
Las hemicriptofitas son las especies florales más abundantes en el parque nacional Khojir, con 116 especies que pertenecen a la Región Irano-Turania.
La vegetación superior a 1 400 m  comprende el principal pistacho persa ( Pistacia atlantica ), almendro silvestre ( Prunus lycioides ), intercalados con espino amarillo ( Rhamnus pallasi ), enebro persa ( Juniperus excelsa ), cerezo silvestre ( Prunus cerasus ) y arbustos de Cotoneaster.

## Fauna
El leopardo persa y el gato montés asiático se fueron registrados durante los estudios con cámaras trampa en el área protegida desde 2005, y el gato de Pallas por primera vez en la primavera de 2008.